# 나바트
나바트: 우크라이나 아나키스트 조직 총연맹(우크라이나어: Набат конфедерація анархістських організацій України)은 1918년에서 1920년 사이 우크라이나에서 활동했던 아나키스트 조직이다. “나바트”란 경종이라는 뜻이다. 동명의 기관지를 발행했다. 마흐노우슈치나(동남우크라이나 아나키스트 공동체)에서 세력이 가장 강했지만, 남우크라이나의 다른 주요 도시들에도 지부를 두었다.